# SEIKO MATSUDA COUNT DOWN LIVE PARTY 2007-2008
『SEIKO MATSUDA COUNT DOWN LIVE PARTY 2007-2008』（セイコ・マツダ・カウント・ダウン・ライヴ・パーティ・2007-2008）は、松田聖子のライブ・ビデオ。2008年3月26日にDVD発売。2009年7月8日にはBlu-ray Disc発売。発売元はSony Records。

## 解説
2007年12月31日から2008年1月1日にかけて東京体育館にて行われたカウントダウン・ライヴの模様を収録したDVDおよびBlu-ray Disc。

## 収録曲
1. Overture
2. 密林少女
3. Private School
4. ハートをRock
5. 眠れない夜
6. マドラス・チェックの恋人
7. MC1
8. 雨のリゾート
9. Sailing
10. 赤いスイートピー
11. いそしぎの島
12. MC2
13. 続・赤いスイートピー
14. Believe in Love
15. Precious Heart
16. MC3〜Count Down〜
17. Only My Love
18. MC4〜Request Corner〜
19. 青い珊瑚礁
20. 風は秋色
21. 未来の花嫁
22. 時間の国のアリス
23. チェリーブラッサム
24. 夏の扉
25. Rock'n Rouge
26. 20th Party
27. MC5
28. 密林少女
29. MC6
30. 涙がただこぼれるだけ